# Pello Bilbao
Pello Bilbao López de Armentia (Guernica, 25 februari 1990) is een Spaans wielrenner die anno 2023 rijdt voor Bahrain-Victorious.

## Carrière
Zijn eerste professionele overwinning behaalde hij in 2014 in de Spaanse 1.1-koers Klasika Primavera. Bilbao maakte zijn debuut in het profcircuit bij Orbea, maar stapte al snel over naar het Baskische Euskaltel-Euskadi. Toen deze ploeg ophield te bestaan ging Bilbao bij Caja Rural rijden. Uiteindelijk haalde Astana de Spanjaard weer terug naar de UCI World Tour, waarbij hij voornamelijk werd gehaald om kopman Fabio Aru bij te staan in de bergen.
In mei 2019 behaalde Bilbao de grootste overwinning van zijn carrière, toen hij de 7e etappe van de Ronde van Italië op zijn naam schreef. Hij bleef zijn medevluchters Tony Gallopin en Davide Formolo voor op de slotklim.
Op 11 juli 2023 behaalde Bilbao de overwinning in de 10e etappe van de Ronde van Frankrijk in Issoire. Hij droeg zijn overwinning op aan de in juni 2023, tijdens de Ronde van Zwitserland, overleden wielrenner Gino Mäder.

## Overwinningen
2014
Klasika Primavera
2015
Bergklassement Ruta del Sol
1e etappe Ronde van Castilië en León
Puntenklassement Ronde van Castilië en León
6e etappe Ronde van Turkije
Eindklassement Tour de Beauce
2016
2e etappe Ronde van Turkije
2018
1e etappe Ronde van de Alpen
6e etappe Criterium du Dauphine
2019
1e etappe Ronde van Murcia
7e en 20e etappe Ronde van Italië
2020
 Spaans kampioen tijdrijden, Elite
2021
4e etappe Ronde van de Alpen
2022
3e etappe Ronde van het Baskenland
2e etappe Ronde van de Alpen
4e etappe Ronde van Duitsland
Puntenklassement Ronde van Duitsland
2023
3e etappe Tour Down Under
10e etappe Ronde van Frankrijk
2024
4e etappe Ronde van Slovenië

## Resultaten in voornaamste wedstrijden
| Jaar | Ronde van Italië | Ronde van Frankrijk | Ronde van Spanje |
| ---- | ---------------- | ------------------- | ---------------- |
| 2011 |                  |                     |                  |
| 2012 |                  |                     |                  |
| 2013 |                  |                     |                  |
| 2014 |                  |                     | 60e              |
| 2015 |                  |                     | 97e              |
| 2016 |                  |                     | 78e              |
| 2017 | 66e              |                     | 23e              |
| 2018 | 6e               |                     | 27e              |
| 2019 | 31e (2)          | 54e                 |                  |
| 2020 | 5e               | 16e                 |                  |
| 2021 | 13e              | 9e                  |                  |
| 2022 | 5e               |                     |                  |
| 2023 |                  | 6e (1)              |                  |
| 2024 |                  | opgave              |                  |
| 2025 | 30e              |                     |                  |

| Jaar | Milaan-San Remo | Ronde van Vlaanderen | Parijs-Roubaix | Amstel Gold Race | Luik-Bast.‑Luik | Ronde van Lombardije | Waalse Pijl | Clásica San Sebastián | Strade Bianche |  | WK op de weg |  | Wereldranglijsten     |
| ---- | --------------- | -------------------- | -------------- | ---------------- | --------------- | -------------------- | ----------- | --------------------- | -------------- |  | ------------ |  | --------------------- |
| 2011 |                 |                      |                |                  |                 |                      |             |                       |                |  |              |  |                       |
| 2012 |                 | 90e                  |                | 137e             |                 | 54e                  | 44e         |                       |                |  |              |  |                       |
| 2013 |                 | opgave               | opgave         |                  |                 |                      |             |                       |                |  |              |  |                       |
| 2014 |                 |                      |                |                  |                 |                      |             | 38e                   |                |  |              |  |                       |
| 2015 |                 |                      |                |                  |                 |                      |             | 93e                   |                |  |              |  | 255e (UWR)            |
| 2016 |                 |                      |                |                  |                 |                      |             | 46e                   |                |  |              |  | 137e (UWR)            |
| 2017 |                 |                      |                |                  | 58e             | 29e                  | 57e         | opgave                |                |  |              |  | 137e (UWT) 406e (UWR) |
| 2018 |                 |                      |                |                  |                 |                      |             | 18e                   |                |  |              |  | 70e (UWT) 108e (UWR)  |
| 2019 |                 |                      |                |                  |                 |                      |             | 19e                   |                |  |              |  | 120e (UWR)            |
| 2020 |                 |                      |                |                  |                 |                      |             |                       |                |  | 20e          |  | 56e (UWR)             |
| 2021 |                 |                      |                |                  |                 |                      |             |                       | 10e            |  |              |  | 66e (UWR)             |
| 2022 |                 |                      |                |                  |                 |                      |             |                       | 5e             |  |              |  | 17e (UWR)             |
| 2023 | 43e             |                      |                |                  | 43e             |                      | 91e         | ↑                     | 7e             |  |              |  | 17e (UWR)             |
| 2024 |                 |                      |                | 9e               | 9e              |                      | opgave      |                       |                |  | opgave       |  |                       |
| 2025 |                 |                      |                | 25e              | 29e             |                      | 57e         | opgave                | 5e             |  |              |  |                       |

(*) tussen haakjes aantal individuele etappeoverwinningen

### Resultaten in kleinere rondes
| Jaar | Tour Down Under | UAE Tour | Parijs-Nice | Tirreno-Adriatico | Ronde van Catalonië | Ronde van het Baskenland | Ronde van Romandië | Critérium du Dauphiné | Ronde van Zwitserland | Ronde van Polen | Ronde van Peking |
| ---- | --------------- | -------- | ----------- | ----------------- | ------------------- | ------------------------ | ------------------ | --------------------- | --------------------- | --------------- | ---------------- |
| 2011 |                 |          |             |                   |                     |                          |                    | 95e                   |                       |                 |                  |
| 2012 |                 |          | opgave      |                   |                     |                          |                    | 146e                  |                       |                 | 52e              |
| 2013 |                 |          |             |                   |                     |                          | 103e               | 73e                   |                       |                 |                  |
| 2014 |                 |          |             |                   |                     |                          |                    |                       |                       |                 |                  |
| 2015 |                 |          |             |                   |                     | 56e                      |                    |                       |                       |                 |                  |
| 2016 |                 |          |             | 88e               |                     | 17e                      |                    |                       |                       |                 |                  |
| 2017 |                 | 71e      |             |                   | buit. tijd          | 110e                     | 24e                |                       | 10e                   |                 |                  |
| 2018 |                 | opgave   |             |                   | 48e                 | 8e                       |                    | 27e (1)               |                       |                 |                  |
| 2019 |                 |          |             |                   | 28e                 | 53e                      |                    |                       |                       |                 |                  |
| 2020 |                 |          | opgave      |                   |                     |                          |                    | 33e                   |                       |                 |                  |
| 2021 |                 |          |             | 61e               |                     | 6e                       |                    |                       |                       |                 |                  |
| 2022 |                 | ↑        |             | 9e                |                     | 5e (1)                   |                    |                       |                       | ↑               |                  |
| 2023 | ↑ (1)           | 4e       |             |                   |                     | opgave                   |                    |                       | opgave                |                 |                  |
| 2024 |                 | ↑        | 23e         |                   |                     |                          |                    |                       |                       |                 |                  |
| 2025 |                 | ↑        |             | 9e                |                     | 83e                      |                    |                       |                       |                 |                  |

(*) tussen haakjes aantal individuele etappeoverwinningen

## Ploegen
- 2011 –  Orbea Continental (tot 28 februari)
- 2011 –  Euskaltel-Euskadi (vanaf 1 maart)
- 2012 –  Euskaltel-Euskadi
- 2013 –  Euskaltel Euskadi
- 2014 –  Caja Rural-Seguros RGA
- 2015 –  Caja Rural-Seguros RGA
- 2016 –  Caja Rural-Seguros RGA
- 2017 –  Astana Pro Team
- 2018 –  Astana Pro Team
- 2019 –  Astana Pro Team
- 2020 –  Bahrain McLaren
- 2021 –  Bahrain-Victorious
- 2022 –  Bahrain-Victorious
- 2023 –  Bahrain Victorious
- 2024 –  Bahrain Victorious
- 2025 –  Bahrain Victorious

Antón ·
Aramendia ·
Astarloza ·
Azanza ·
Bilbao ·
Castroviejo ·
Cazaux ·
Fernández ·
Isasi ·
G. Izagirre ·
J. Izagirre ·
Landa ·
Martínez ·
Mínguez ·
Nieve ·
Oroz ·
A. Pérez ·
R. Pérez ·
Sánchez  ·
Sesma ·
Sicard ·
Txurruka ·
Urtasun ·
Velasco ·
Verdugo
Antón ·
Astarloza ·
Azanza ·
Bilbao ·
Cabedo ·
Cazaux ·
García ·
G. Izagirre ·
J. Izagirre ·
Landa ·
Martínez ·
Mínguez ·
Nieve ·
Oroz ·
A. Pérez ·
R. Pérez ·
Sáez de Arregui ·
Sánchez  ·
Sicard ·
Txurruka ·
Urtasun ·
Velasco ·
Verdugo
Aberasturi ·
Antón ·
Astarloza ·
Azanza ·
Bilbao ·
Bravo ·
Chaoufi (tot 12/08) ·
García ·
G. Izagirre ·
J. Izagirre ·
Kocjan ·
Landa ·
Lobato ·
Martínez ·
Mestre ·
Mínguez ·
Nieve ·
Oroz ·
Pérez ·
Radochla ·
Sáez de Arregui ·
Sánchez ·
Schulze ·
Serebrjakov (tot 06/04) ·
Sicard ·
Tamouridis ·
Txurruka ·
Urtasun ·
Verdugo ·
Vrečer
Aramendia · Arroyo · Barbero · Benito · Bilbao · Carthy · Ferrari · Fraile · Gonçalves · Grijalba · Lasca · Madrazo · Mas · Molina · Pardilla · Parra · Prades · Sáez · Txurruka · Vilela · Jiménez (stagiair) · Murphy (stagiair) · Rosón (stagiair)
Aramendia · Arroyo · Barbero · Benito · Bilbao · Carthy · Ferrari · Gallego · D. Gonçalves · J. Gonçalves · Lastra · Madrazo · Mas · Molina · Pardilla · Prades · Rosón · Rubio · Sáez · Vilela · Azkarate (stagiair) · Irisarri (stagiair) · Zabala (stagiair)
Aru · Bilbao · Bïjigitov · Breschel · Cataldo · De Vreese · Fominykh · Fuglsang · Gatto · Groezdev · Hansen · Hryvko · Kamışev · Kangert · Korsæth · Loetsenko · López · Minali · Moser · Qojatajev · Sánchez · Scarponi · Stalnov · Tiralongo · Tlewbajev · Tsjernetski · Valgren · Zacharov · Zejts · Gïdïç (stagiair) · Lauk (stagiair)
Bilbao · Bïjigitov · Cataldo · Cort · De Vreese · Fominykh · Fraile · Fuglsang · Gatto · Gïdïç · Groezdev · Hansen · Hirt · Houle · Hryvko · Kangert · Korsæth · Loetsenko · López · Minali · Moser · Qojatajev · Sánchez · Stalnov · Tlewbajev · Tsjernetski · Valgren · Villella · Zacharov · Zejts
Ballerini · Bilbao · Bïjigitov · Boaro · Bohórquez · Cataldo · Contreras · Cort · De Vreese · Fominykh · Fraile · Fuglsang · Gïdïç · Gregaard · Groezdev · Hirt · Houle · G. Izagirre · J. Izagirre · Kudus · Loetsenko · López · Natarov · Sánchez · Stalnov · Villella · Zacharov · Zejts
Arashiro · Battaglin · Bauhaus · Bilbao · Bole · Buitrago · Capecchi · Caruso · Cavendish · Colbrelli · Davies · Feng · García Cortina · Haller · Haussler · Inkelaar · Landa · Mohorič · Novak · Padoen · Pernsteiner · Pibernik · Poels · Sieberg · Teuns · Tratnik · Valls · Williams · Wright
Arashiro · Bauhaus · Bilbao · Buitrago · Capecchi · Caruso · Colbrelli  · Davies · Feng · Jack · Haller · Haussler · Inkelaar · Landa · Madan · Mäder · Milan· Mohorič · Novak · Padoen · Pernsteiner · Poels · Sieberg · Teuns · Tratnik · Valls · Williams · Wright
Arashiro · Bauhaus · Bilbao · Buitrago · Caruso · Colbrelli · Feng · Govekar (vanaf 1/6) · Gradek · Haig · Haussler · Landa · Maciejuk · Madan · Mäder · Milan· Mohorič · Novak · Osorio (tot 31/3) · Pernsteiner · Poels · Price-Pejtersen · Sánchez · Sütterlin · Teuns (tot 4/8) · Tratnik · Williams · Wright · Zambanini · Miholjević (stagiair)
Arashiro · Arndt · Bauhaus · Bilbao · Buitrago · Buratti (vanaf 12/4) · Caruso · Govekar · Gradek · Haig · Haussler (tot 7/4) · Kepplinger · Landa · Maciejuk · Madan · Mäder (overleden 16/7) · Miholjević · Milan· Mohorič · Pasqualon · Pernsteiner · Poels · Price-Pejtersen · Rajović · Scott · Sütterlin · Tiberi (vanaf 1/6) · Tu · Wright · Zambanini
Arashiro · Arndt · Bauhaus · Bilbao · Bruttomesso · Buitrago · Buratti · Caruso · Govekar · Gradek · Haig · Kepplinger · Madan · Miholjević · Mohorič · Pasqualon · Pickering · Poels · Price-Pejtersen · Rajović · Scott · Stannard (vanaf 19/8) · Sütterlin · Tiberi · Træen · Tu · Wiśniowski (vanaf 1/3) · Wright · Zambanini · Skerl (stagiair) · van der Meulen (stagiair) · Van Mechelen (stagiair)
Arndt · Bauhaus · Bilbao · Bruttomesso · Buitrago · Buratti · Caruso · Ermakov · Eržen · Eulálio · Govekar · Gradek · Haig · Kepplinger · Martinez · Miholjević · Mohorič · Paasschens · Pasqualon · Pickering · Skerl · Stannard · Stockwell · Tiberi · Træen · Tu · van der Meulen · Van Mechelen · Wright · Zambanini